# Katie Pfleghar
Katie Pfleghar (* 17. Juli 1984 in Stuttgart) ist eine deutsche Schauspielerin, Synchronsprecherin und Journalistin.

## Leben
Pfleghar studierte von 2003 bis 2006  Schauspiel an der Schauspielschule Krauss in Wien. Außerdem hatte sie im Bereich English Drama Schauspielunterricht bei David Cameron und trat unter dessen Regie auch in Produktionen des Vienna English Theatre auf.
Nach einigen kleineren Rollen, auch in internationalen Produktionen wie Klimt, übernahm sie 2006 die Rolle der Schwester Julia in der erfolgreichen ARD-Serie Die Alpenklinik mit Erol Sander. 2008 hatte sie eine Episodenhauptrolle in der TV-Krimiserie Unschuldig. In der Komödie Claudia – Das Mädchen von Kasse 1 spielte sie 2009 an der Seite von Ralf Bauer die Rolle der Kassiererin Sylvia Walther. Als überdrehte Freundin und Arbeitskollegin der weiblichen Filmhauptrolle, die sich ebenfalls in den Popstar verliebt, ihn allerdings am Ende nicht bekommt, zeigte sie ihr komödiantisches Talent.
2009 wirkte Pfleghar weiters in dem RTL-Fernsehfilm Mein Flaschengeist und ich in der Rolle der Sandy mit und spielte in der Kinoproduktion Club Bizarre. Außerdem spielte sie 2009 in der Produktion Anonyme Praktikanten der Deutschen Film- und Fernsehakademie Berlin. Ab 2009 übernahm sie die wiederkehrende Episodenrolle der Altenpflegerin Eva in der Kinderserie Schloss Einstein.
Katie Pfleghar arbeitete außerdem als Moderatorin. Seit 2007 moderierte sie bei AvusTV das Motormagazin Avus TV.
Katie Pfleghar ist aktive Peta-Botschafterin. Aufsehen erregte ihre Aktion, als sie im Januar 2008 bei eisigen Temperaturen fast nackt in einem Gitterkäfig eingesperrt vor dem Bundeslandwirtschaftsministerium gegen den damaligen Bundeslandwirtschaftsminister Horst Seehofer und die Legebatterienhaltung von Hühnern demonstrierte. 2008 wurde Katie Pfleghar zur „Sexiest Vegetarian German“ gewählt.
2014 zog sich Pfleghar aus der Synchronisations- und Schauspielbranche zurück und arbeitet seither als Journalistin, u. a. für die Bild.
Katie Pfleghar lebt seit 2015 in New York.

## Filmografie
- 2004: Mozart
- 2005: Die Alpenklinik
- 2005: Klimt
- 2006: Fallen
- 2007: Unschuldig
- 2007: Sadisticum
- 2008: Claudia – Das Mädchen von Kasse 1
- 2009: Mein Flaschengeist und ich
- 2009: Club Bizarre
- 2009: Anonyme Praktikanten
- 2009: Schloss Einstein
- 2010: Löwenzahn

## Synchronrollen (Auswahl)

### Filme
- 2007: Klass – Triin Tenso als Kerli
- 2009: The Age of Stupid – Jamila Bayyoud als Jamila Bayyoud
- 2010: Cherry Tree Lane – Corinne Douglas als Charman
- 2010: Glück auf Umwegen (La Chance de ma vie)
- 2011: Happy New Year – Kendra Jain als Kelly
- 2012: Detektiv Conan: Der elfte Stürmer – Mikiko Enomoto als Azusa Enomoto
- 2012: Project X – Nichole Bloom als JBs Freundin
- 2013: Conjuring – Die Heimsuchung – Joey King als Christine Perron
- 2014: Monster High – Fatale Fusion – Paula Rhodes als Sirena von Boo

### Serien
- 2008: Desperate Housewives – Sunny Mabrey als Marisa Mayer
- 2009–2011: Being Erica – Alles auf Anfang – Samantha Weinstein als Young Erica
- 2010–2013: Samurai Girls – Rie Kugimiya als Yukimura Sanada
- 2010–2011: Two and a Half Men: Macey Cruthird als Megan
- 2012: Desperate Housewives – Daniela Bobadilla als Marisa Sanchez
- 2012–2013: Allein unter Jungs – Madison Scott als Chloe
- 2013: Die Thundermans – Haley Tju als Darcy Wong
- 2014–2017: Zack und Quack – Madison Hathaway als Kira